# 가미미조구치 신호장
가미미조구치 신호장(일본어: 上溝口信号場)은 일본 돗토리현 사이하쿠군 호키정에 위치한 서일본 여객철도 하쿠비 선의 신호장이다.

## 구조
에비역보다 호키미조구치역 방향으로 약 4.2km에 있는, 2개 선로 구조로 단선 평행형의 신호장이다.
1번 선을 상하 본선, 2번 선을 하행 부본선으로서, 1번 선만 양방향에 출발 신호기를 붙인 교착 구조로 되어 있다.

## 역사
- 1975년 2월 27일 : 개업.

## 인접 역
| 서일본 여객철도 하쿠비 선 | 서일본 여객철도 하쿠비 선 | 서일본 여객철도 하쿠비 선    |
| ------------------------- | ------------------------- | ---------------------------- |
| 에비 오카야마 방면        | ■ 하쿠비 선               | 호키미조구치 호키다이센 방면 |